# ستيريون أحمر الأزهار
ستيريون أحمر الأزهار (الاسم العلمي:Satyrium rhodanthum) هو نوع هجين من النباتات يتبع جنس الستيريون من الفصيلة السحلبية.